# Greatest Hits (Jars of Clay)
Greatest Hits é um álbum dos melhores êxitos da banda Jars of Clay, lançado a 1 de Abril de 2008.
O disco atingiu o nº 22 do Top Christian Albums.

## Faixas
1. "Flood" (Do álbum Jars of Clay) - 3:31
2. "Love Song for a Savior" (Do álbum Jars of Clay) - 4:46
3. "Like a Child" (Do álbum Jars of Clay) - 4:35
4. "Worlds Apart" (Do álbum Jars of Clay) - 5:18
5. "Crazy Times" (Do álbum Much Afraid) - 3:34
6. "Frail" (Do álbum Much Afraid) - 6:56
7. "Unforgetful You" (Do álbum If I Left the Zoo) - 3:20
8. "I Need You" (Do álbum The Eleventh Hour) - 3:38
9. "Show You Love" (Do álbum Who We Are Instead) - 3:32
10. "Amazing Grace" (Do álbum Who We Are Instead) - 5:18
11. "God Will Lift Up Your Head" (Do álbum Redemption Songs) - 4:22
12. "Dead Man (Carry Me)" (Do álbum Good Monsters) - 3:20
13. "Work" (Do álbum Good Monsters) 3:55
14. "Love Is The Protest" – 3:33
  - Faixa nova